# Yoshinobu Oyakawa
Yoshinobu Oyakawa (Kailua, 9 augustus 1933) is een Amerikaans zwemmer.

## Biografie
Tijdens de Olympische Zomerspelen van 1952 won Oyakawa de gouden medaille op de 100 meter rugslag in een olympisch record.
In 1956 eindigde Oyakawa als achtste op de olympische 100 meter rugslag.
In 1973 werd Oyakawa opgenomen in de International Swimming Hall of Fame.
1908: Arno Bieberstein ·
1912: Harry Hebner ·
1920: Warren Kealoha ·
1924: Warren Kealoha ·
1928: George Kojac ·
1932: Masaji Kiyokawa ·
1936: Adolph Kiefer ·
1948: Allen Stack ·
1952: Yoshinobu Oyakawa ·
1956: David Theile ·
1960: David Theile ·
1968: Roland Matthes ·
1972: Roland Matthes ·
1976: John Naber ·
1980: Bengt Baron ·
1984: Rick Carey ·
1988: Daichi Suzuki ·
1992: Mark Tewksbury ·
1996: Jeff Rouse ·
2000: Lenny Krayzelburg ·
2004: Aaron Peirsol ·
2008: Aaron Peirsol ·
2012: Matt Grevers ·
2016: Ryan Murphy ·
2020: Jevgeni Rylov ·
2024: Thomas Ceccon